# Bisdom Chiclayo
Het bisdom Chiclayo (Latijn: Dioecesis Chiclayensis) is een rooms-katholiek bisdom met als zetel Chiclayo, in Peru. Het bisdom is suffragaan aan het aartsbisdom Piura. Een voormalige bisschop van Chiclayo, Robert Francis Prevost, werd op 8 mei 2025, tot paus gekozen: paus Leo XIV.

## Geschiedenis
Het bisdom werd opgericht op 17 december 1956, uit delen van het aartsbisdom Trujillo en het bisdom Cajamarca, en was suffragaan aan het aartsbisdom Trujillo. Op 30 juni 1966 wisselde het van kerkprovincie en werd suffragaan aan het nieuw verheven aartsbisdom Piura.

## Parochies
Het bisdom had in 2021 een oppervlakte van 15.649 km2 en telde 1.349.387 inwoners waarvan 83,1% rooms-katholiek was.

## Bisschoppen
- Daniel Figueroa Villón (17 december 1956 - 30 januari 1967);
  - Luis Sánchez-Moreno Lira (hulpbisschop: 20 februari 1961 - 26 april 1968);
- Ignacio María de Orbegozo y Goicoechea (26 april 1968 - 4 mei 1998);
- Jesús Moliné Labarte (4 mei 1998 - 3 november 2014; coadjutor sinds 8 februari 1997);
- Robert Francis Prevost (26 september 2015 - 30 januari 2023; apostolisch administrator sinds 3 november 2014, kardinaal in 2023, op 8 mei 2025 gekozen tot paus Leo XIV);
  - Guillermo Antonio Cornejo Monzón (apostolisch administrator: 14 april 2023 - 16 maart 2024);
- Edinson Edgardo Farfán Córdova (14 februari 2024 - heden)

Piura (aartsbisdom) · Chachapoyas · Chiclayo · Chota (territoriale prelatuur) · Chulucanas